# Guido Tampieri
Guido Tampieri (Massa Lombarda, 1º gennaio 1948) è un sindacalista e politico italiano.

## Biografia
Laureato in giurisprudenza all'Università di Bologna, ha aderito alla CGIL di cui è stato segretario provinciale del settore trasporti a Ravenna e della Federbraccianti nonché membro della segreteria regionale. Dal 1983 al 1990 è stato assessore all'agricoltura della Provincia di Ravenna con il Partito Comunista Italiano.
Nel 1992 è stato eletto consigliere regionale dell'Emilia-Romagna, dove è stato componente delle Commissioni “Bilancio e programmazione” e “Attività produttive”. Della Regione Emilia-Romagna è stato assessore all'agricoltura dal 1993 al 2005 e assessore all'agricoltura, ambiente e sviluppo sostenibile dal 2000 al 2005.
Si è iscritto ai Democratici di Sinistra e nel marzo del 2001 il ministro Alfonso Pecoraro Scanio, componente del Governo Amato II lo ha nominato membro del Consiglio di amministrazione del CRA, Consiglio per la ricerca e la sperimentazione in agricoltura.
Nel 2005 è stato tra gli esperti de L'Unione che hanno curato il programma di governo della coalizione, proprio per ciò che concerne il sistema agricolo. Dal 17 maggio 2006 al 6 maggio 2008 ha fatto parte del Governo Prodi II in qualità di Sottosegretario di Stato al Ministero delle politiche agricole alimentari e forestali con delega al rapporto con le Regioni e al CIPE. Ministro era Paolo De Castro (La Margherita).
È stato presidente della consulta nazionale del Partito Democratico per l'agricoltura.
Dal 4 luglio 2008 al 4 luglio 2010 è stato presidente del centro di divulgazione agricola della Provincia di Bologna.
Dal luglio 2012 al 26 giugno 2013 è stato direttore dell'Agenzia per le erogazioni in agricoltura (AGEA).

## Opere
- Una nuova frontiera di libertà. Culture e politiche per un futuro sostenibile, Quaderni Infea Emilia-Romagna, 2005.